# 显教
顯教是指佛教裡区别于“密教”的一个称谓。可理解为显明的教法。多指《成實論》、《俱舍論》等小乘教义。显教者，计众生之机，为报身化身之说法，显了断惑证理修因证果之法门者。是为随他意之教法，其理由显然可知，故稱显教。将汉地佛法统称为显教是一个谬误。如华严宗，法华宗等，则无显密之分，也可说既显又密。

## 詞語釋義
顯教一词来源与密教之对应。密教是大乘佛教的一個支派，為印度後期佛教的主流（五世紀）。這一系的佛教，有不許公開的秘密傳授，及充滿神秘內容的特徵，因而又被稱為密教；而相對於密教之外的佛教流派，通常指小乘佛教，統稱為顯教。

## 源流發展
大乘佛教大約是公元1世紀左右從部派佛教中的大眾部發展出來的，其教理有較大的發展。大乘佛教認為自己的教法是廣度眾生的大舟，而以往的其他所有佛教宗派只能滿足於自我解脫，因此稱自己這一派為「大乘」，而所有上座部與大眾部教派都被他們稱為「小乘」。大乘佛教向中亚传播的一支渐渐被称为北传佛教，而同为部派佛教的上座部在后世发展为上座部佛教，即南传佛教，並與大乘佛教並列為最基本的兩大派別。
大乘佛教發展到後期，吸收了印度傳統的婆羅門教的一些理論和方法，發展出密乘，也稱金剛乘。這一派通常認為《成實論》，《俱舍論》等小乘教法是佛陀的「方便」說法，而本派的教法是如來所宣的「真實密意」，因其高深难测而称之为「密教」，区别于其他宗派之「顯教」。或稱為「密宗」與「顯宗」。在印度金剛乘出现的同时，藏傳佛教出现，「密教」随即在藏傳佛教中得到长足发展。藏傳佛教儘管顯密雙修，但密教才是今时的主流，并将之教判爲“显三乘”，与外密三乘、内密三乘相对。
顯教并不能成为一佛教派别。顯教一词的存在是应对「密教」之存在。这种划分方式是基于修行和传授方式上的，并没有根本教理上的区别。另外，广义上顯教包括了教理上有区别的上座部佛教和汉传佛教。与上座部佛教相比汉传佛教则更多地使用顯教一词。

## 相关内容
- 佛教
- 佛教宗派
- 佛教历史
- 大乘佛教
- 汉传佛教
- 上座部佛教
- 密教